# Willy Noebel
Willy Eduard Noebel (* 11. November 1887 in Zittau; † 8. Januar 1965 in München) war ein deutscher Diplomat, eingesetzt in Bulgarien, Japan und Lima, sowie Akteur im Völkerbund.

## Leben
Willy Noebel wurde als Sohn des Mediziners Hermann Noebel und dessen Ehefrau Ida Wilhelmine geborene Dederer in Zittau geboren. Die Erziehung im Elternhaus erfolgte im Sinne des evangelisch-lutherischen Glaubens. Seinen Schulbesuch beendete er 1906 am Gymnasium in Zittau mit dem Abitur. Danach leistete er bis Jahresende seinen Militärdienst. Im gleichen Jahr begann er ein Jurastudium an der Universität in Freiburg/Breisgau und setzte es in München und Leipzig fort. Die erste juristische Staatsprüfung legte er am 12. Juni 1909 ab und war ab Juli im königlich-sächsischen Justizdienst als Referendar eingesetzt. Seine Promotionsarbeit mit dem Thema „Das Blankoindossament beim Wechsel vor Verfall“ reichte er an der Universität in Leipzig ein und schloss das Studium 1910 als Dr. jur. ab. Seine Assessorprüfung legte er 1914 ab und wurde daraufhin im Verwaltungsdienst verschiedener Ämter in Sachsen eingesetzt. Nach dem Ersten Weltkrieg und den Auseinandersetzungen infolge der Nachkriegsentwicklung war er ab 1919 als Regierungsassistent, so unter anderem auch als Vertretung der Kommunalverwaltung in Auerbach im Vogtland tätig. Anschließend wechselte er in das sächsische Ministerium des Innern in Dresden. Hier lernte er auch Ulrich Rauscher (1884–1930) kennen, der seit 1920 als Pressereferent im Auswärtigen Amt tätig war. Im Jahr 1920 wechselte Noebel nach Berlin, wo er als Legationssekretär in der sächsischen Gesandtschaft in Preußen tätig wurde. Sein Vorgesetzter in Berlin war der Geschäftsträger der Gesandtschaft Walter Koch (1870–1947).

## Im Auswärtigen Dienst
Bereits im Folgejahr begann Willy Noebel am 3. Februar eine Tätigkeit im Auswärtigen Amt in der Berliner Wilhelmstraße. Er war hier in der Abteilung IX., Referat A – Allgemeine Verhältnisse der Auslandsdeutschen bis 1923 betraut. Ab August 1921 übernahm er die Leitung des Referates und wurde am 8. November zum fliegenden Legationssekretär ernannt. Zum Herbst 1923 wechselte er in die Abteilung II mit Zuständigkeiten für West- und Südosteuropa, in das Referat F – Abrüstung. Sein erster Auslandseinsatz führte ihn dann 1924 zur Wahrnehmung der Geschäfte als Gesandtschaftsrat nach Bulgarien Sofia zum Einsatz kam. Botschafter an der deutschen Gesandtschaft in Sofia war in dieser Zeit Eugen Rümelin (1880–1947). Hier erfolgte auch 1926 seine Ernennung zum Gesandtschaftsrat II. Klasse. Aus Bulgarien mit wichtigen Erfahrungen der diplomatischen Arbeit vor Ort zurückgekehrt wurde er 1927 im Auswärtigen Amt als Referatsleiter in der Abt. IV – zuständig für Osteuropa, Skandinavien und Ostasien – im Referat Po eingesetzt. Damit war er für die Arbeitsbereiche Polen und Danzig verantwortlich. Hier festigte sich seine Beziehung zu Ulrich Rauscher, der seit 1922 in Warschau als Gesandter eingesetzt war. Jährlich weilte er als Mitglied der deutschen Delegation auf den Veranstaltungen des Völkerbundes. Noebel nahm ab 1928 an themenbezogenen Sitzungen des Regierungskabinetts und Ministerbesprechungen teil, bei denen es um deutsch-polnische Fragestellungen ging. So unter anderem zur Vorbereitung des deutsch-polnischen Handelsvertrages 1928, zu Fragen der Minderheiten 1929 und hatte selbst den Vorsitz bei den deutsch-polnischen Gesprächen zu Minderheitsfragen inne. In diesen Jahren vertrat er eine sehr prinzipielle Haltung zum Verhältnis beider Länder, das nach seinen Auffassungen vordergründig ein freundschaftliches sein sollte. Diese klare Haltung teilte er mit Ulrich Rauscher und stieß aber damit des Öfteren auf Ablehnung bei führenden Mitarbeitern seines Arbeitsumfeldes. Im Jahr 1931 wurde Noebel zum vortragenden Legationsrat ernannt.
Unmittelbar nach der Machtübernahme Adolf Hitlers als Reichskanzler 1933 gehörte Willy Noebel mit zu dem Personenkreis des Auswärtigen Amtes, dem vorgeworfen wurde bisher keine eindeutige Haltung zum Nationalsozialismus bezogen zu haben. Und er sei mehrfach durch besonders loyale Haltungen gegenüber anderen Bevölkerungsgruppen, polnischen Bürgern und Minderheiten in Erscheinung getreten. Deshalb wurde er durch den Staatssekretär im Auswärtigen Amt Bernhard Wilhelm von Bülow (1885–1936) zu einem Personalgespräch gebeten in dessen Ergebnis für ihn eine Versetzung auf einen Posten in einem anderen Land in Aussicht gestellt wurde, um ihn damit „aus der Schusslinie“ besonders extrem eingestellter Führungskräfte des Auswärtige Amtes zu bekommen.

## In Japan
Unmittelbar nachdem der amtierende deutsche Botschafter in Japan Ernst Arthur Voretzsch (1868–1965) in den Ruhestand versetzt worden war, übernahm Willy Noebel dessen Amt in Tokyo. Doch dieser Einsatz war nicht von langer Dauer. Im Herbst 1933 wurde der aus Moskau kommende Botschafter Herbert von Dirksen (1882–1955), der dort, unter den Bedingungen nach dem Machtantritt von Adolf Hitlers und dessen provokanter antisowjetischer Hysterie kein Betätigungsfeld auf diesem Posten für sich sah, als deutscher Botschafter in Japan eingesetzt. Noebel verblieb als Botschaftsrat in Tokyo. Doch auch hier nahmen die Über- und Eingriffe von extremen Vertretern der NSDAP, vor allem der in Tokyo tätigen Auslandsorganisation der Partei, ab 1934 immer mehr zu. Zum 1. März 1935 trat Noebel der NSDAP bei (Mitgliedsnummer 3.604.856). Als besonders beschämend empfand er, wie mit dem Legationssekretär der Botschaft Wilhelm Haas (1893–1981) umgegangen wurde, dessen Ehefrau eine Jüdin war und der 1937 wegen der damit verbundenen Demütigungen die Botschaft verließ. Noebel wechselte dann ein Jahr später das Land und die Botschaft.

## In Peru
Seine Reise führte ihn 1938 nach Peru und Willi Noebel übernahm hier in Lima das Amt des scheidenden Botschafters Ernst Schmitt (1879–1946). In Lima angekommen fand er eine stabile deutsche Gemeinschaft, vor allem Unternehmern aus Deutschland, vor. Der Aufbau persönlicher Beziehungen zu Personen mit anderen regionalen Herkünften wurde ihm vor allem dadurch erleichtert, dass seine Ehefrau, Inge Stein-Noebel (geb. 1908) die US-amerikanische Staatsbürgerschaft besaß. Dennoch kam er auch hier sehr schnell in Konflikt mit Vertretern der Auslandsorganisation der NSDAP (NSDAP/AO). In besonders negativer Weise war hier sein Verhältnis zum Landesleiter der AO für Peru, Carl Dedering, geprägt. Zahlreiche Versuche, sich in die Verantwortungen des Botschafters einzumischen wurden unterbunden. Und vor allem galten die Bestrebungen von Dedering, unter den im Peru ansässigen Deutschen eine „fünfte Kolonne“ aufzubauen. Am 26. Januar 1942 wurde die Botschaft in Lima wegen des Abbruchs der diplomatischen Beziehungen geschlossen. Kurzzeitig war Noebel daraufhin in den USA interniert, bevor er am 14. April 1942 ausreisen konnte.

## Wieder in Deutschland
Nach seinem Freikommen war Willy Noebel ab September 1942 zur deutschen Auslands-Rundfunk-Gesellschaft Interradio AG abgeordnet. Diese Institution unterstand dem Auswärtigen Amt und hatte ihren Hauptsitz in Berlin-Wannsee. Ihre Aufgabe bestand in der Nachrichtenbeschaffung für die politische, militärische und ideologische Propaganda, vor allem auf dem Weg des Abhörens ausländischer Sender sowie der Installation von getarnten Rundfunksendern in ausgewählten anderen Ländern. Nach einem kurzen Intermezzo in diesem außerordentlich abgeschirmten Bereich kehrte er Ende 1943 ins Auswärtige Amt zurück. Hier wurde er im Sonderreferat für Außenpolitische Informationen tätig und ab 19. Juli 1944 als Abteilungsleiter in diesem Bereich eingesetzt. Da sich bereits in dieser Zeit die drohende Niederlage Deutschlands im Zweiten Weltkrieg abzeichnete, die vom NS-Staat geschaffenen Strukturen bereits Auflösungserscheinungen zeigten, wurde durch die Dienststellen der NSDAP, des Sicherheitsdienstes der SS und der Gestapo immer wieder „Säuberungsaktionen“ in bestimmten Bereichen und Bevölkerungsgruppen durchgeführt. Im Ergebnis einer solchen Aktion wurde Noebel im Oktober 1944 seines Amtes enthoben und aus dem Auswärtigen Amt entfernt. Von da an lebte er ohne Beschäftigung, als Privatier. Am 5. Mai 1945 geriet er in amerikanische Gefangenschaft und wurde im Kriegsgefangenenlager Ludwigsburg bis 1946 interniert. Nach seiner Entlassung nahm er den Wohnsitz in Kreuth Oberbayern.
Von Hier aus übersiedelte Willy Noebel in die USA und wurde ab 1951 im US-Bundesstaat Texas bei der Gesellschaft zur Förderung des deutsch-amerikanischen Handels (GFDAH) tätig. Er leitete in dieser Organisation die Korrespondenzstelle mit Sitz in Antonio. Ab 25. April 1955 wurde er in Dalles, USA-Staat Texas als deutscher Wahlkonsul eingesetzt. Diese Beauftragung dauerte bis Anfang 1961. Im gleichen Jahr kehrte er nach Deutschland zurück und nahm in München seinen Wohnsitz.

## Persönliches
Willy Noebel war seit 1934 mit der US-amerikanischen Staatsbürgerin Inge Stein-Noebel (geb. 1908) verheiratet. Aus der Ehe gingen 3 Kinder hervor.
Am 8. Januar 1965 verstarb Willy Noebel in München.